# Krzeczanowo
Krzeczanowo (prononciation : [kʂɛt͡ʂaˈnɔvɔ]) est un village polonais de la gmina de Siemiątkowo dans le powiat de Żuromin de la voïvodie de Mazovie dans le centre-est de la Pologne.
Il se situe à environ 6 kilomètres au sud-est de Siemiątkowo (siège de la gmina), 28 kilomètres au sud-est de Żuromin (siège du powiat) et à 94 kilomètres au nord-ouest de Varsovie (capitale de la Pologne).

## Histoire
De 1975 à 1998, le village appartenait administrativement à la voïvodie de Ciechanów.